# R2E Micral-N
R2E MICRAL-N (MICRAL-N) је кућни рачунар, производ фирме R2E који је почео да се израђује у Француској током 1973. године.
Користио је Intel 8008 као централни микропроцесор.

## Детаљни подаци
Детаљнији подаци о рачунару MICRAL-N су дати у табели испод.
|                       |                                     |
| [ 1 ]                 |                                     |
| Произвођач            |                                     |
| Тип                   | кућни рачунар                       |
| Меморија              | непознато                           |
| Поријекло             | Француска                           |
| Година                | 1973                                |
| Тастатура             |                                     |
| Процесор              | 8008                                |
| Фреквенција процесора | 500                                 |
| RAM                   | непознато                           |
| ROM                   | непознато                           |
| Текст                 | зависи од повезаног видео терминала |
| Графика               | Нема                                |
| Боја                  | Нема                                |
| Звук                  | непознато                           |
| Димензије             | 11,8 x 8,4 x 2,8 / 4,7 фунти        |
| Портови               |                                     |
| Оперативни систем     |                                     |